# Olav den Helliges saga
Olav den helliges saga er den ottende saga i sagasamlingen Heimskringla, der blev skrevet af den islandske skjald og historiker Snorre Sturlason omkring år 1230. Sagaen handler om kong Olav 2. Haraldsson, den hellige (ca. 995 – 1030) som var konge af Norge fra 1015 til 1028 og døde i slaget ved Stiklestad i 1030 i et forsøg på at genvinde kongemagten.